# Ludeca

Die britischen Inseln zu Beginn des 9. Jahrhunderts

Ludeca († 827) war König des angelsächsischen Königreichs Mercia von 826 bis 827. Nach dem Tod König Beornwulfs im Jahr 826, der während eines Feldzugs gegen die aufständischen Ostangeln gefallen war, wurde Ludeca zum König der Mercier erhoben. Vor seiner Thronbesteigung trat Ludeca in zwei Dokumenten Beornwulfs als dux (Ealdorman) in Erscheinung. Stenton zufolge war Ludeca der erste Herrscher Mercias, der nicht dem ursprünglichen Königshaus Mercias entstammte. In einer späteren Quelle wird Ludeca als Verwandter seines Vorgängers Beornwulfs bezeichnet, was nahelegt, dass er der ursprünglichen königlichen Linie familiär verbunden war. Nur ein Jahr später wurde er während einer Schlacht, in der er gegen die immer noch aufständischen Ostangeln kämpfte, getötet.

### Quelle
- The Anglo-Saxon Chronicle: MS A v. 3, Janet Bately (Hrsg.), Brewer, Rochester (NY) 1986, ISBN 0-8599-1103-9.
- Florentii Wigorniensis Monachi Chronicon ex Chronicis, vol. 1, Benjamin Thorpe (Hrsg.), Sumptibus Societatis, London 1848

### Sekundärliteratur
- James Campbell (Hrsg.): The Anglo-Saxons., Phaidon, London 1982, ISBN 0-7148-2149-7.
- D. P. Kirby: The Earliest English Kings, Unwin Hyman, London 1991, ISBN 0-0444-5691-3.
- Frank M. Stenton: Anglo-Saxon England. Oxford University Press, Oxford 1971, ISBN 0-19-280139-2.
- Barbara Yorke: Kings and Kingdoms of early Anglo-Saxon England. Routledge, London-New York 2002, ISBN 978-0-415-16639-3. PDF (6,2 MB)

| Vorgänger | Amt                       | Nachfolger |
| --------- | ------------------------- | ---------- |
| Beornwulf | König von Mercien 826–827 | Wiglaf     |

| Personendaten    | Personendaten                      |
| ---------------- | ---------------------------------- |
| NAME             | Ludeca                             |
| KURZBESCHREIBUNG | König von Mercien (826–827)        |
| GEBURTSDATUM     | 8. Jahrhundert oder 9. Jahrhundert |
| STERBEDATUM      | 827                                |